# Orizabus brevicollis
Orizabus brevicollis är en skalbaggsart som beskrevs av Heinrich Bernward Prell 1914. Orizabus brevicollis ingår i släktet Orizabus och familjen Dynastidae. Inga underarter finns listade i Catalogue of Life.